# ملامحله چهل ستون
ملامحله چهل ستون، روستایی از توابع بخش مرکزی شهرستان لاهیجان در استان گیلان ایران است.
در نوشته که بر در ورودی که قدمتش همپای چهل‌ستون قزوین و اصفهان است اما در مستندات اداره کل میراث فرهنگی گیلان، تاریخ ساخت چهل‌ستون لاهیجان را دوره قاجار نوشته و یادآور شده‌اند که ممکن است بنای نخست آن در دوره صفویه باشد.
وجه تسمیه این مکان به تعداد ستونهای بقعه سید ابراهیم بر میگردد. چهل ستون در چهارطرف ایوان این بقعه قرار دارد که از جنس چوب و منقش است. سرستونهای ایوان به شکلی بدیع و بی نظیر از چوبهای جنگلی تراش خورده است.
اگرچه چهل‌ستون قزوین و اصفهان کاخی است با باغ‌های سلطنتی، اما چهل‌ستون لاهیجان بقعه‌ای است در دل جنگل‌های لاهیجان که مدفن یکی از سادات محلی آنجاست.
بقعه آقا سید ابراهیم در بخش مرکزی دهستان آهندان روستای ملامحله، بالاتر از زاکله بر در شهرستان لاهیجان قرار دارد و در سال ۱۳۹۶ و به شماره ۳۱۷۴۷ در فهرست میراث فرهنگی کشور به ثبت رسیده است. گورستان حریم بقعه نیز ثبت ملی شده و این نشان از قدمت منطقه می‌دهد.
منوچهر ستوده ستوده وقتی دهه 40 مامور شد تا بناهای تاریخی گیلان را ثبت و ضبط کند، از این بقعه نیز دیدن کرده و مشاهداتش را در جلد دوم کتاب از آستارا تا استرآباد نوشته است.
جنگهای بکر و انبوه حاشیه بقعه چهل ستون زیستگاه گونه های گیاهی و جانوری گوناگون از جمله شغال، کفتار، گراز، انواع پرندگان است. همچنین رودخانه های پر آب و خاک حاصلخیز سبب شده تا مزارع و باغات فراوانی در آنجا شکل بگیرد.

## جمعیت
این روستا در دهستان آهندان قرار دارد و براساس سرشماری مرکز آمار ایران در سال ۱۳۸۵، جمعیت آن ۸۴ نفر (۲۳خانوار) بوده‌است.